# Белоконь, Юрий Николаевич (архитектор)
Юрий Николаевич Белоконь (20 февраля 1950, Днепропетровск — 28 июня 2009) — советский и украинский архитектор, доктор архитектуры (с 2003 г.), профессор (с 2005). Директор  Украинского государственного научно-исследовательского института проектирования городов «Дипромисто» (1993 - 2009 гг.). Член Национального союза архитекторов Украины. Заслуженный архитектор Украины (1998). Народный архитектор Украины (2006). Иностранный член РААСН (отделение градостроительства).

## Биография
Родился 20 февраля 1950 года в Днепропетровске. В 1972 году окончил архитектурный факультет Днепропетровского инженерно-строительного института.
В 1972—1986 годах — архитектор, главный архитектор проектов, руководитель архитектурной мастерской института «Киевпроект». С 1986 года главный архитектор, с 1993 года — директор Украинского государственного научно-исследовательского института проектирования городов «Дипромисто».
В 2000 году защитил кандидатскую диссертацию на тему «Принципы планирования организации трансграничных территорий Украины», а в 2003 году диссертацию на соискание ученой степени доктора архитектуры на тему «Эволюционные тенденции в теории и методологии регионального планирования». 
Умер в 2009 году. Похоронен на Байковом кладбище.
26 октября 2010 года распоряжением Кабинета Министров Украины имя Юрия Николаевича Белоконя было присвоено Украинскому государственному научно-исследовательскому институту проектирования городов «Дипромисто».

## Деятельность
Под руководством Ю. Н. Белоконя выполнялись такие значительные для развития государства работы, как Генеральная схема планирования территории Украины, схемы планировки территорий ряда областей Украины, проект планирования пригородной зоны г. Киева, генеральные планы Харькова, Днепра, Большой Ялты, Мариуполя, Ужгорода и многих других городов, генеральный план Национального комплекса «Экспоцентр Украины», реконструкция Одесского национального академического театра оперы и балета проект комплекса домов и сооружений посольства Республики Беларусь на Украине.
Юрий Николаевич стал одним из инициаторов градостроительного проектирования трансграничных регионов и разработчиком его методологических основ. Под его руководством разрабатывались совместные проекты градостроительного развития трансграничных регионов Украина-Словакия, Украина-Польша, Украина-Белорусь. Заложенные Ю. Н. Белоконём методологические основы трансграничных проектов, в том числе и идея биполярных связей, были в дальнейшем использованы и развиты в ходе сотрудничества института «Дипромисто» с польскими, словацкими, венгерскими и румынскими коллегами в сфере планирования территориального развития.

## Проекты
- Спортивный комплекс педагогического института в Киеве (1984).
- Учебно-библиотечный комплекс автодорожного института в Киеве (1987).
- Культурно-экономический центр в Москве (1988).
- План реконструкции площади Данте в Генуе (1989).

## Печатные работы
Автор 35-ти печатных работ, среди них шесть монографий:
- «Территориальное планирование в Украине: европейские принципы и национальный опыт», Киев, Логос, 2009;
- «Наука и творчество в архитектуре», Киев, Логос, 2006;
- «Региональное планирование. Теория и практика», 2003;
- «Управление развитием территорий (планировочные аспекты)», 2002;
- «Функция и структура формы в региональном планировании», 2002;
- «Трансграничные территории Украины (Проблемы развития)», 1999).

Серии учебных пособий с грифом Министерства образования и науки Украины (специальность «градостроительство»: «Региональное планирование. Сущность и значение», «Проблемы градостроительного развития территорий», «Типология градостроительных объектов»).